# 贝多芬交响曲
路德维希·范·贝多芬一生共創作了九首交響曲，如今被廣泛地認為是他最重要的作品，以及音樂史上的里程碑。

## 簡說
| 作品編號                | 標題、調性                           | 作曲時間                                | 首演                                             | 初版                                                          | 題獻                                                            |
| ----------------------- | ------------------------------------ | --------------------------------------- | ------------------------------------------------ | ------------------------------------------------------------- | --------------------------------------------------------------- |
| 黑斯編號（Hess）第298號 | C小調交響曲（sinfonia）              | 18世紀八零年代末                        |                                                  |                                                               |                                                                 |
|                         | C大調交響曲                          | 1795–97年間（約略）                     |                                                  |                                                               |                                                                 |
| 21                      | C大調第1號交響曲                     | 1799年–1800年                           | 1800年4月2日，維也納城堡劇院                     | 1801年12月，維也納：霍夫邁斯特（Hoffmeister）                 | 斯維頓男爵（Freiherr Gottfried van Swieten）                    |
| 36                      | D大調第2號交響曲                     | 1801年–1802年                           | 1803年4月5日，維也納河畔劇院                     | 1804年3月，維也納：藝術與工業局（Kunst u. Industrie Kontor）  | 里希諾夫斯基親王（Fürst Karl von Lichnowsky）                   |
| 55                      | E♭大調第3號交響曲《英雄》（Eroica）  | 1803年–1804年                           | 1805年4月7日，維也納河畔劇院                     | 1806年10月，維也納：藝術與工業局                              | 洛布科維茨親王（Fürst Franz Joseph von Lobkowitz）              |
| 60                      | B♭大調第4號交響曲                    | 1806年                                  | 1807年3月7日，洛布科維茨宮                       | 1808年，維也納：藝術與工業局                                  | 歐珀斯多夫伯爵（Graf Franz von Oppersdorff）                    |
| 67                      | C小調第5號交響曲                     | 草稿：1804年–1805年 寫作：1807年–1808年 | 1808年12月22日，維也納河畔劇院                   | 1809年3月，萊比錫：布賴特科普夫與黑特爾（Breitkopf & Härtel） | 洛布科維茨親王、拉祖莫夫斯基伯爵（Graf Andreas von Rasumovsky） |
| 68                      | F大調第6號交響曲《田園》（Pastoral） | 草稿：1807年 寫作：1808年               | 1808年12月22日，維也納河畔劇院                   | 1809年3月，萊比錫：布賴特科普夫與黑特爾                       | 洛布科維茨親王、拉祖莫夫斯基伯爵                                |
| 92                      | A大調第7號交響曲                     | 1811年–1812年                           | 1813年12月8日，大學禮堂（Universitätsaula）      | 1816年11月，維也納：史坦納（Steiner）                         | 弗里斯伯爵（Graf Moritz von Fries）                             |
| 93                      | F大調第8號交響曲                     | 1812年                                  | 1814年2月27日，瑞杜坦廳（Großer Redoutensaal）   | 1817年，維也納：史坦納                                        |                                                                 |
| 125                     | D小調第9號交響曲                     | 草稿：1812年–1822年 寫作：1823年–1824年 | 1824年5月7日，凱恩特門劇院（Kärntnertortheater） | 1826年8月，美因茲：碩特                                       | 普魯士國王威廉一世                                              |

贝多芬的交响曲大大扩展了音乐艺术的表现力。他的交响曲，除了《第六交响曲》分为五乐章，其余的八部都是四乐章，基本遵照海顿、莫札特确立的交响曲结构，即第一乐章快板、第二乐章慢板、第三乐章小步舞曲或谐谑曲和第四乐章急板或快板写成的（但在《第九交响曲》中慢板与谐谑曲交换了位置）。
而在第三交响曲开始，形式和内容开始统一，一个分明的线索主题或思想贯穿整部交响曲，这在第五和第九交响曲里特别鲜明，而这，是贝多芬之前的的作曲家没有做到的。这样的结果是，贝多芬的交响曲有更多的现实表现力和情感刻画。听众不再是单一地去享受美丽的旋律，而且需要去思考揣摩，作曲家的意图和动机。这大大丰富了音乐的内涵。可以说，这也正是浪漫主义音乐的基础。他赋予了交响曲“神”，使之形神兼备。第六交响曲用标题对内容进行描述和在第九交响曲里面加入了人声，都是一大创举，后世纷纷效仿。
有人认为，贝多芬的交响曲有“奇数”和“偶数”之分，奇数的交响曲是革命性的，节奏强烈；而偶数的则是柔美和典雅的。

## 分析

### 贝多芬的创新
貝多芬在交響曲這一曲類上有幾個創新之舉：
- 节奏：节奏有时不按小节节拍，出现切分音，弱起，强弱对比强烈，这些都是贝多芬在节奏上的创新，不再严格遵守严整的节奏，而是随音乐的要求而相对自由。
- 歌唱性的管弦乐：贝多芬有着出色的旋律天分和技巧，善于创作如歌般的旋律。他丰富的配器也大大提高了管弦乐队的表现力。
- 和声技巧的革新：贝多芬的交响曲中使用了不协和和弦，和非常规的和弦进行，强烈的戏剧性对比也是古典主义的规范中不可想象的。
- 配器的变化：新的乐器的使用以及交响乐队的规模变大。

此外，曲式方面有以下变化：
1. 第6交响曲有5个乐章，不同于以往的4乐章结构。
2. 谐谑曲的使用替代了原来的小步舞曲。
3. 慢乐章的位置变化(No.9)、消失(No.7、8)。第9交响曲2、3乐章位置倒置，慢乐章变成了第3乐章；第7、8交响曲没有原来严格意义的慢乐章，只有小快板速度的第2乐章，旋律线延长而类似于慢乐章。
4. 突破了奏鸣曲式的限制。主部副部的对比鲜明；发展部规模变大，可以占到整个乐章的1/3以上，在发展部当中出现了呈示部中没有的因素；引子介入乐章，出现在发展部和再现部当中，甚至参与发展部的发展；尾声很长。

## 商業錄音
自錄音技術成熟以來，歷經LP、雷射唱片和數位串流等不同的技術演變，歷來許多指揮家與樂團皆以此套曲目作為己身的試金石，顯示貝多芬的交響曲不僅是音樂史上的重要一頁，亦是測試樂團的合奏能力、指揮者的音樂理解的最佳入手選擇。除了以單一指揮家挑戰錄製全套貝多芬做為賣點（例如卡拉揚與他聲名卓著的四全套），各廠家亦會嘗試其他的角度（例如「柏林愛樂樂團歷任指揮的貝多芬詮釋」），推出別出心裁的貝多芬交響曲合集。以下，是一些具有代表性的錄音作品：
- Schuricht. Kleiber, Erich. Furtwängler. Van Kempen. Fried. . SGR-6001~5 (CD). Shinseido Great Recording Series (Philips).
- Szell, George. . B000002800 (CD). Essential Classics (Sony Classical).

## 改編作品
匈牙利鋼琴家李斯特·费伦茨曾对路德维希·凡·贝多芬的交响曲进行全本编写（目錄第464號），李斯特在1838年开始这个系列的创作，但当时只完成了第五、第六和第七交响曲，其中第五、六部由布赖特科普夫与黑特尔音乐出版社出版，第七部由托拜厄斯·哈斯林格出版。1843年，他编排了第三交响曲的第三乐章，并在1850年由Pietro Mechetti出版。布赖特科普夫与黑特尔音乐出版社最初要求李斯特编写的两部交响曲，李斯特所得到的报酬是每页八法郎。在1840年的欧洲旅行中，他曾在自己的音乐会上演奏过这些曲目。
完成三部交响曲的编写后，李斯特将这项工作放置了23年，直到1863年，布赖特科普夫与黑特尔建议李斯特完成全部交响曲以便后续出版。为此，李斯特重新审查并利用了之前的编写，简化了许多小节，因为“一个人对贝多芬越是熟悉，他就越会坚持某种特质，并会发现即使一些无关紧要的细节也并非没有它的价值”。李斯特在乐谱中标明钢琴所要模仿的乐器，他还做了相应的踏板记号，以及为业余演奏者和视奏者作的指法记号。他完成了对所有交响曲的所有乐章的编写，而没遇到任何表现上的问题。然而，编写第九交响曲的第四乐章时，李斯特“认定了为钢琴编写第四乐章……并使其能达到任何方式的满意度的不可能性”。尽管如此，在收到布-黑一封诚挚热切的来信后，李斯特做了另一次尝试编写了第四乐章。完整的九部钢琴曲最终于1865年出版，献于汉斯·冯·彪罗。

## 軼事

### 第十交响曲
贝多芬在创作《第九交响曲》后，就开始在1824年构思创作《第十交响曲》。他在笔记中以及给别人的书信对话中提到过这部作品，他说，第一乐章以“古代调式的宗教歌曲”开始，以“酒神的盛宴”结束。
1844年，贝多芬的助手的安东·辛德勒发表了一篇关于该交响曲的文章，这篇文章引起了当时广泛的关注和猜测。从那时起，有关这部交响曲的新发现的线索和推测就层出不穷，但其实并没有什么突破性的进展。
甚至有匿名者說自己听过《第十交响曲》的第一乐章，但并无证据支持这一说法。
现在存有很多关于其中第一乐章的草稿和笔记。而第三乐章则是“急板”谐谑曲，其草稿在1825年被發现。巴里·库珀博士根据各种搜集得到的稿件，重构了第十交响曲的第一乐章。但该作品并没有得到音乐界的普遍认可。
2019年初，为了纪念贝多芬诞辰250年，奥地利卡拉扬研究所的马蒂亚斯·罗德尔（Matthias Röder）计划组建一个跨学科团队，利用人工智能来续写《第十交响曲》，由罗格斯大学艺术与AI实验室主任阿赫麦德·艾尔贾马尔（Ahmed Elgammal）教授领导团队，通过输入贝多芬创作的乐曲、留下的笔记及同时期其他音乐家的乐曲来寻训练人工智能模型，也有部分现在的知名音乐创作人参与项目。经过一年多的训练和整理，2020年9月初，来自瑞士西部的Nexus交响乐团为洛桑与日内瓦的听众们演奏了由人工智能生成的贝多芬《第十交响曲》。